# 1504 a tudományban
Az 1504. év a tudományban és technikában.

## Események
- Agra (India) alapítása

## Találmány
- Leonardo da Vinci feltalálja a reszelő-vágógépet és az automatikus kovácskalapácsot.

## Születések
- Francesco Primaticcio, olasz építész, festő, szobrász  († 1570)
- Verancsics Antal történetíró   († 1573)

## Halálozások
- június 19 - Bernhard Walter német csillagász (szül. 1430)
- Domenico Maria Novara da Ferrara olasz csillagász (szül. 1454)